# Spindel-ofrys
Spindel-ofrys, Ophrys sphegodes är en orkidéart som beskrevs av Philip Miller. Spindel-ofrys ingår i ofryssläktet, och familjen orkidéer.

## Underarter
Arten delas in i följande underarter:
- O. s. aesculapii
- O. s. araneola
- O. s. atrata
- O. s. aveyronensis
- O. s. cretensis
- O. s. epirotica
- O. s. gortynia
- O. s. helenae
- O. s. mammosa
- O. s. passionis
- O. s. sipontensis
- O. s. sphegodes
- O. s. spruneri
- O. s. argentaria

## Bildgalleri

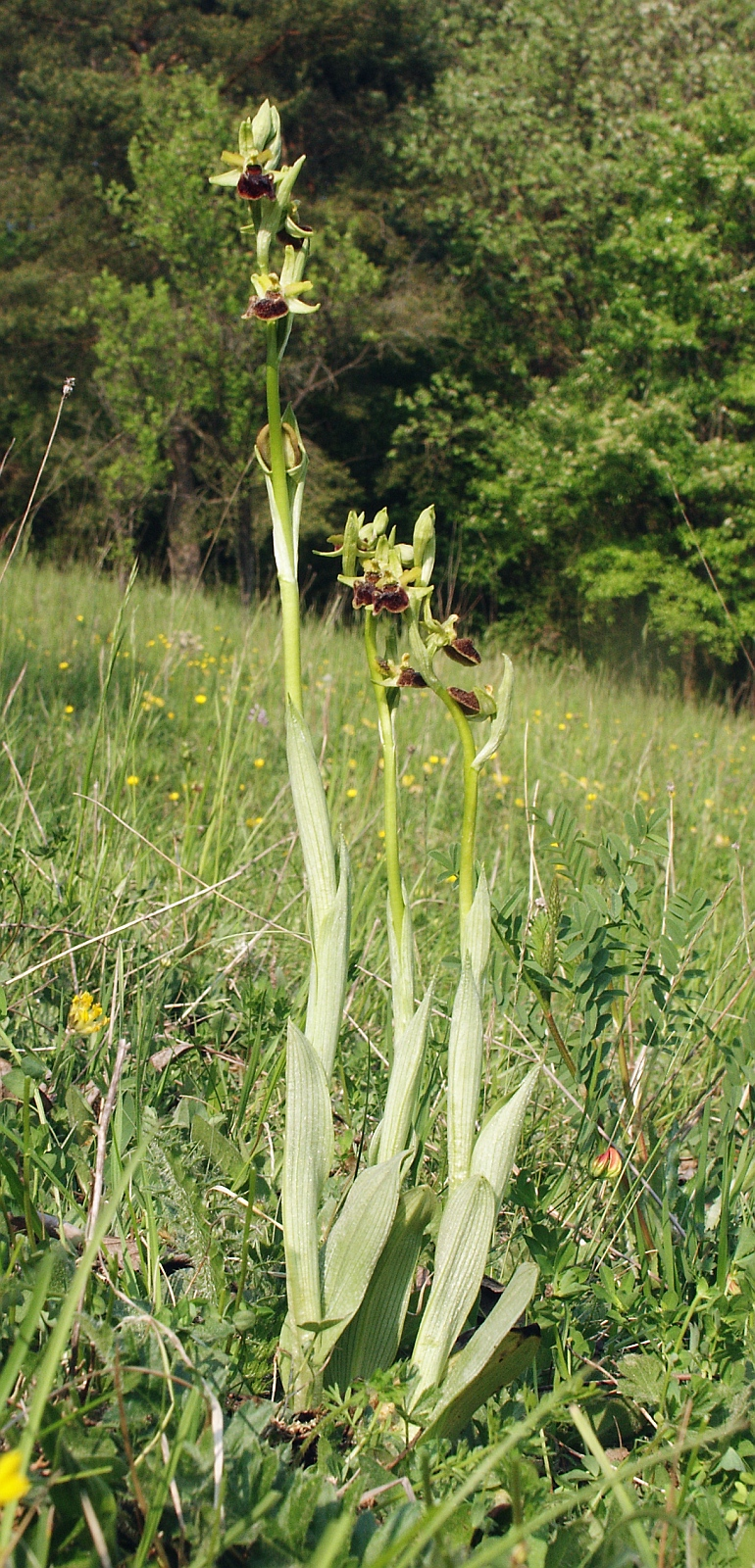
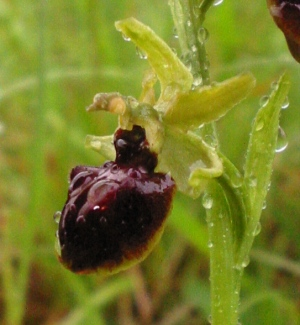
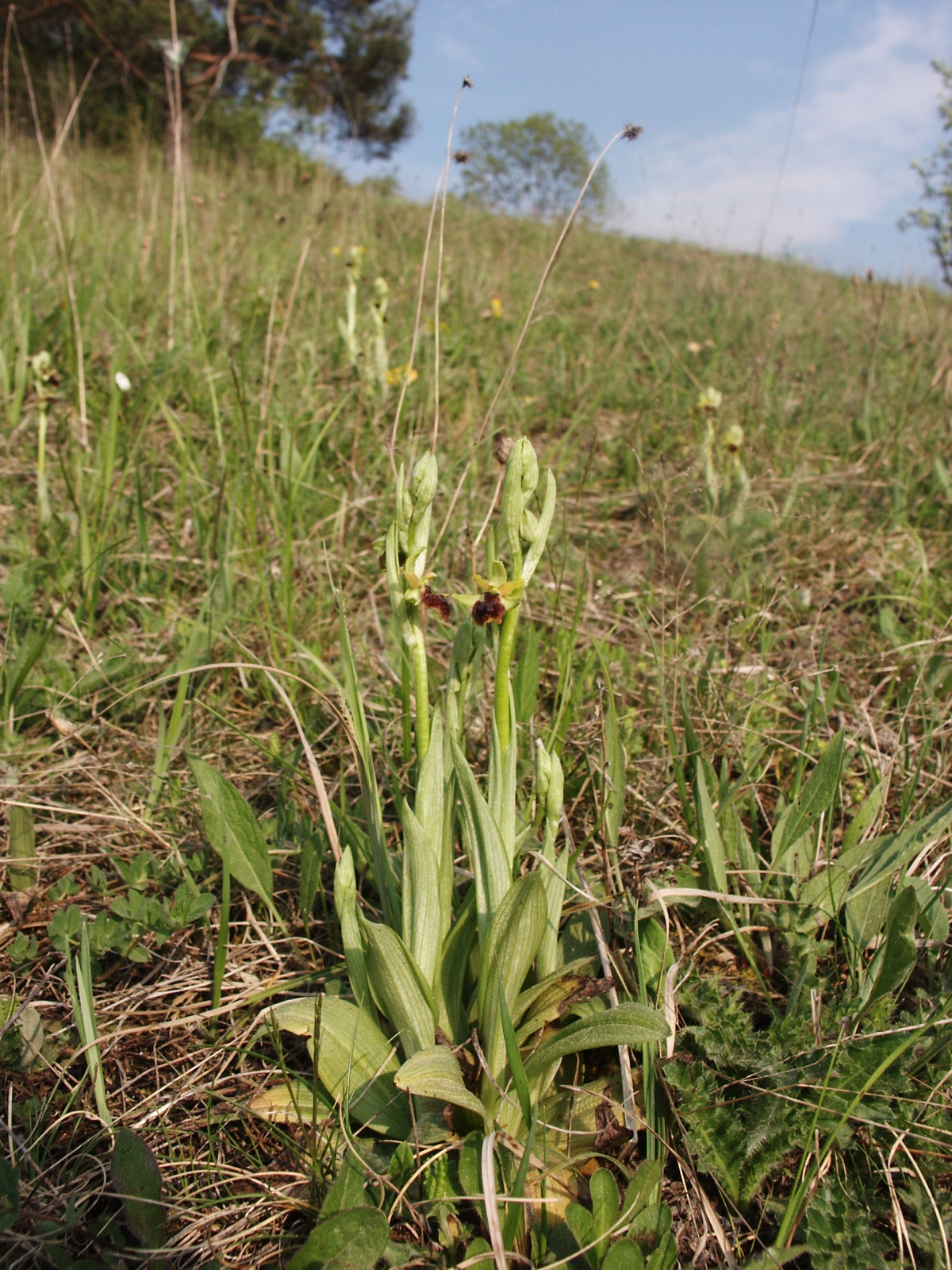
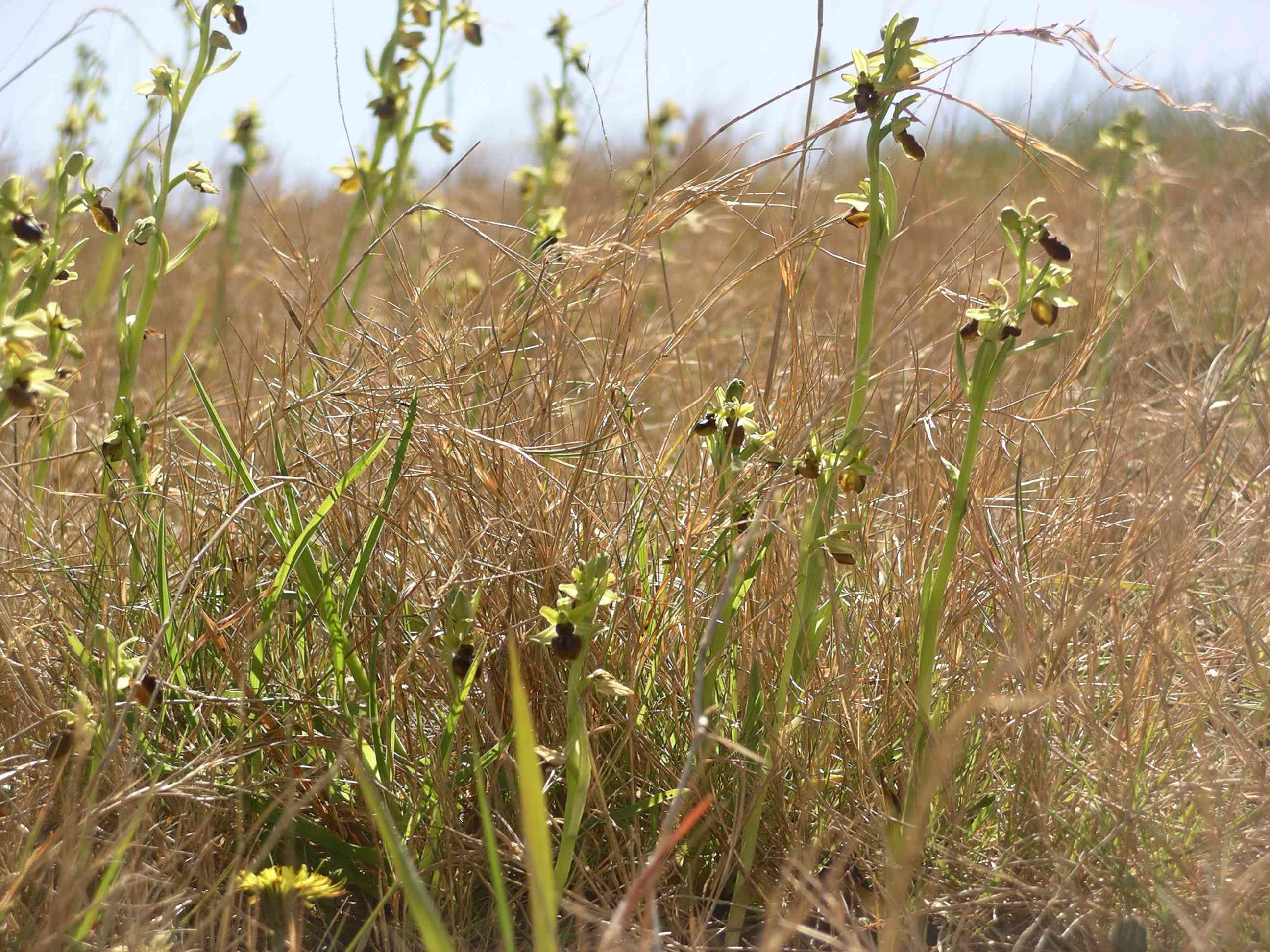
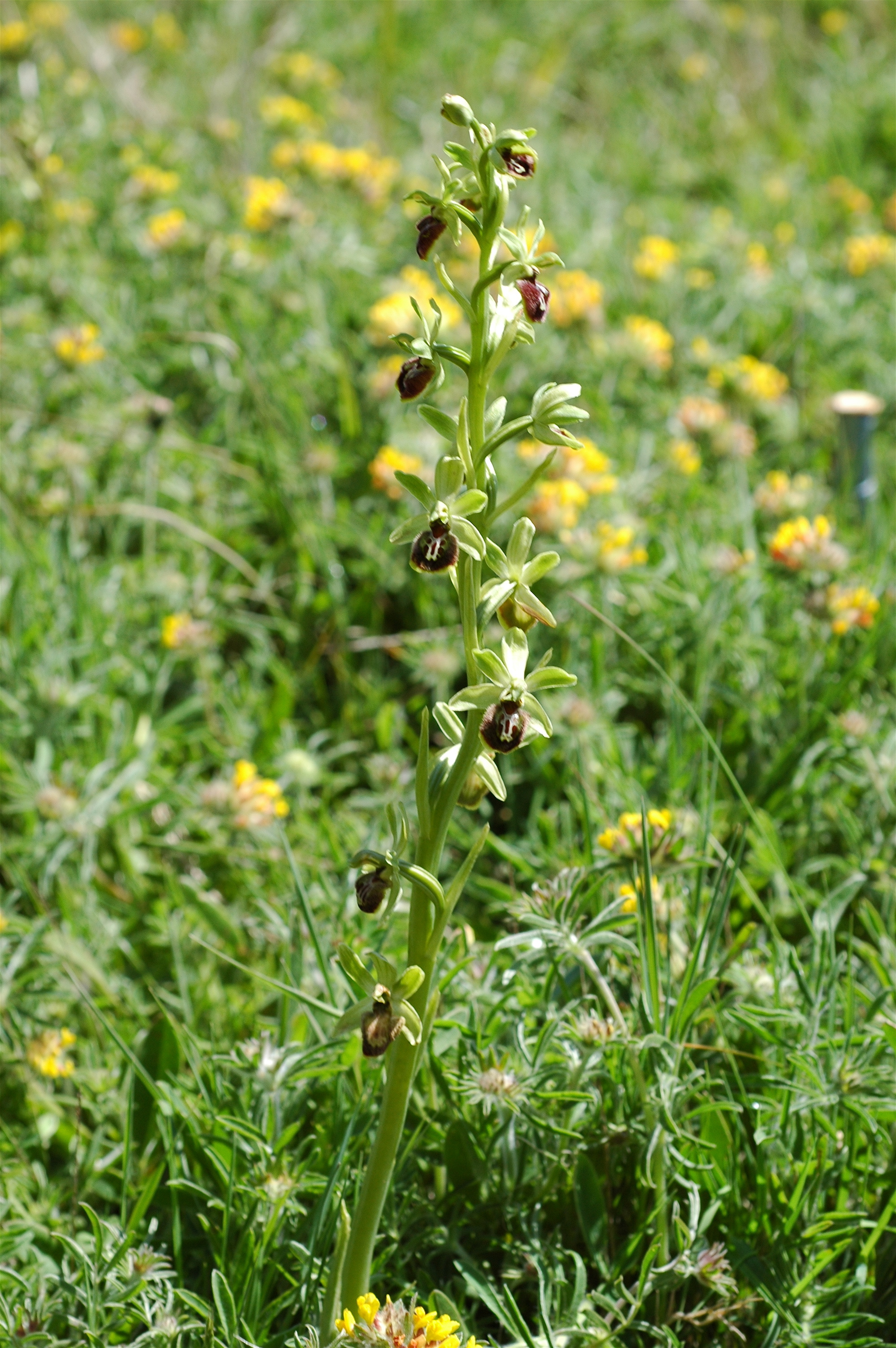
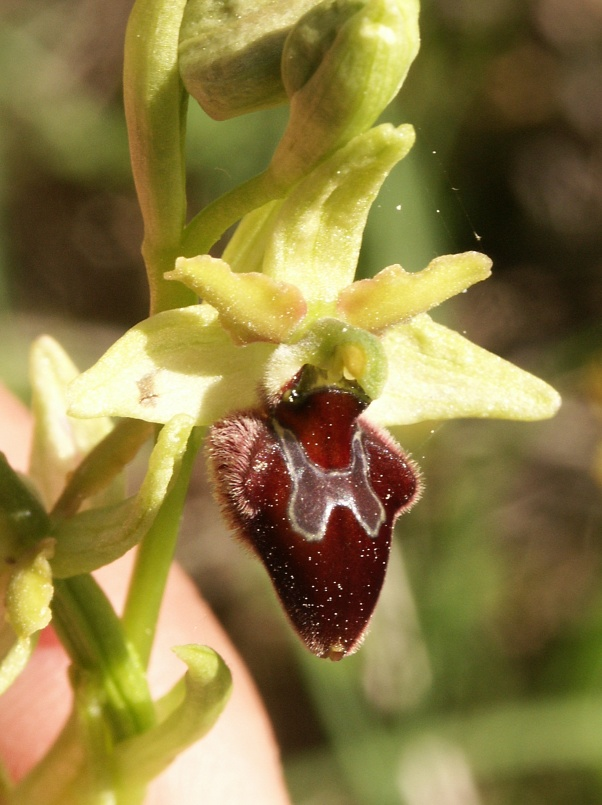